# Upplands runinskrifter 200
Upplands runinskrifter 200 är en runsten i Stora Benhamra i Vada socken i Vallentuna kommun. Stenen står söder om en väg och vid bron över Husaån. En bro på samma plats omtalas i stenens runrad.

## Inskriften
Translitterering av runraden:
× finuiþr × risti stin þina × iftiʀ × bruþur sin × þurþr × þialfa × sun × kuþ halbi × at × hns × auk × kus × muþiʀ × hn × k×rþi bru × at bruþur sin auk osa muþiʀ þiʀa
Normalisering till runsvenska:
Finnviðr ræisti stæin þenna æftiʀ broður sinn, Þorðr, Þialfa sun. Guð hialpi and hans ok Guðs moðiʀ. Hann gærði bro at broður sinn, ok Asa, moðiʀ þæiʀa.
Översättning till nusvenska:
Finnved reste denna sten efter sin bror Tord, Tjälves son. Gud hjälpe hans ande och guds moder. Han gjorde bron efter sin broder, och Åsa, deras moder.